# Bonneuil-les-Eaux
Bonneuil-les-Eaux è un comune francese di 820 abitanti situato nel dipartimento dell'Oise della regione dell'Alta Francia.

## Società

### Evoluzione demografica
Abitanti censiti